# Grand-Moutcho
Grand-Moutcho est une localité rurale dans le Sud de la Côte d'Ivoire dans la région d'Agnéby-Tiassa,. Cette localité est administrativement rattachée au département d'Agboville.